# Kobyłka (przystanek kolejowy)
Kobyłka – przystanek osobowy obsługiwany przez Koleje Mazowieckie. Położony jest przy alei Jana Pawła II i ulicy Ręczajskiej, wzdłuż ul. Nowej w mieście Kobyłka, w województwie mazowieckim. W latach 2015–2017 przystanek przeszedł gruntowną modernizację w ramach projektu Rail Baltica, w wyniku której wybudowano nowy peron zlokalizowany po przeciwnej stronie al. Jana Pawła II niż poprzedni.
1 stycznia 2009 r. przystanek włączono do II strefy biletowej ZTM Warszawa w ramach oferty „Wspólny bilet ZTM – KM – WKD”. Oferta ta obowiązywała jedynie do 30 czerwca 2013 r. w wyniku uprzedniego wypowiedzenia umowy przez ZTM. Przywrócenie wspólnego biletu nastąpiło 1 grudnia 2015 r.

## Ruch pasażerski
| Rok  | Wymiana pasażerska na dobę |
| ---- | -------------------------- |
| 2017 | 1 000-1 500                |
| 2022 | 1 000-1 500                |

| Linia | Operator           | Trasa |
| ----- | ------------------ | --- |
| R60   | Koleje Mazowieckie | Warszawa Wileńska – Zielonka – Kobyłka – Wołomin – Tłuszcz – Łochów – Małkinia – Czyżew                       |
| R6    | Koleje Mazowieckie | Warszawa Zachodnia – Warszawa Rembertów – Zielonka – Kobyłka – Wołomin – Tłuszcz – Łochów – Małkinia – Czyżew |

## Opis przystanku

### Peron
Przystanek składa się z jednego peronu wyspowego o długości 200 metrów, z dwiema krawędziami peronowymi.

### Budynek przystanku

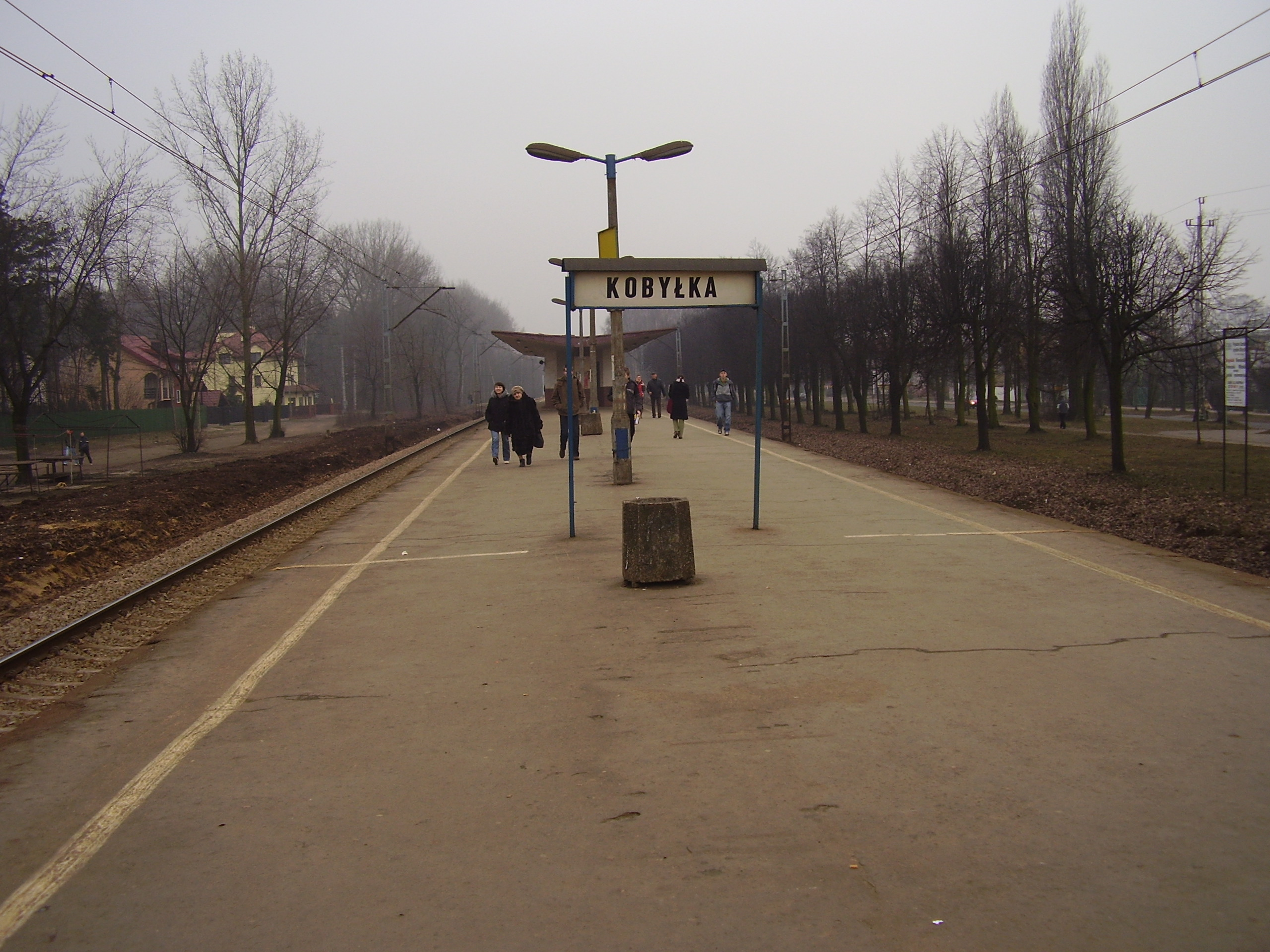
Stary przystanek kolejowy Kobyłka (2008)
Widok w kierunku Zielonki

Od 1 lipca 2016 r. po wschodniej stronie przejazdu funkcjonuje nowy peron, pośrodku którego stoi półotwarta poczekalnia z zadaszeniem nawiązującym do oryginalnego obiektu. Wówczas przystanek skreślono z przebiegu linii nr 6 i wpisano do przebiegu linii nr 21, która została wydłużona o odcinek Zielonka – Wołomin Słoneczna. Przejście podziemne, z którego jest jedyny dostęp do peronu, oddano do użytku w grudniu 2017 r.

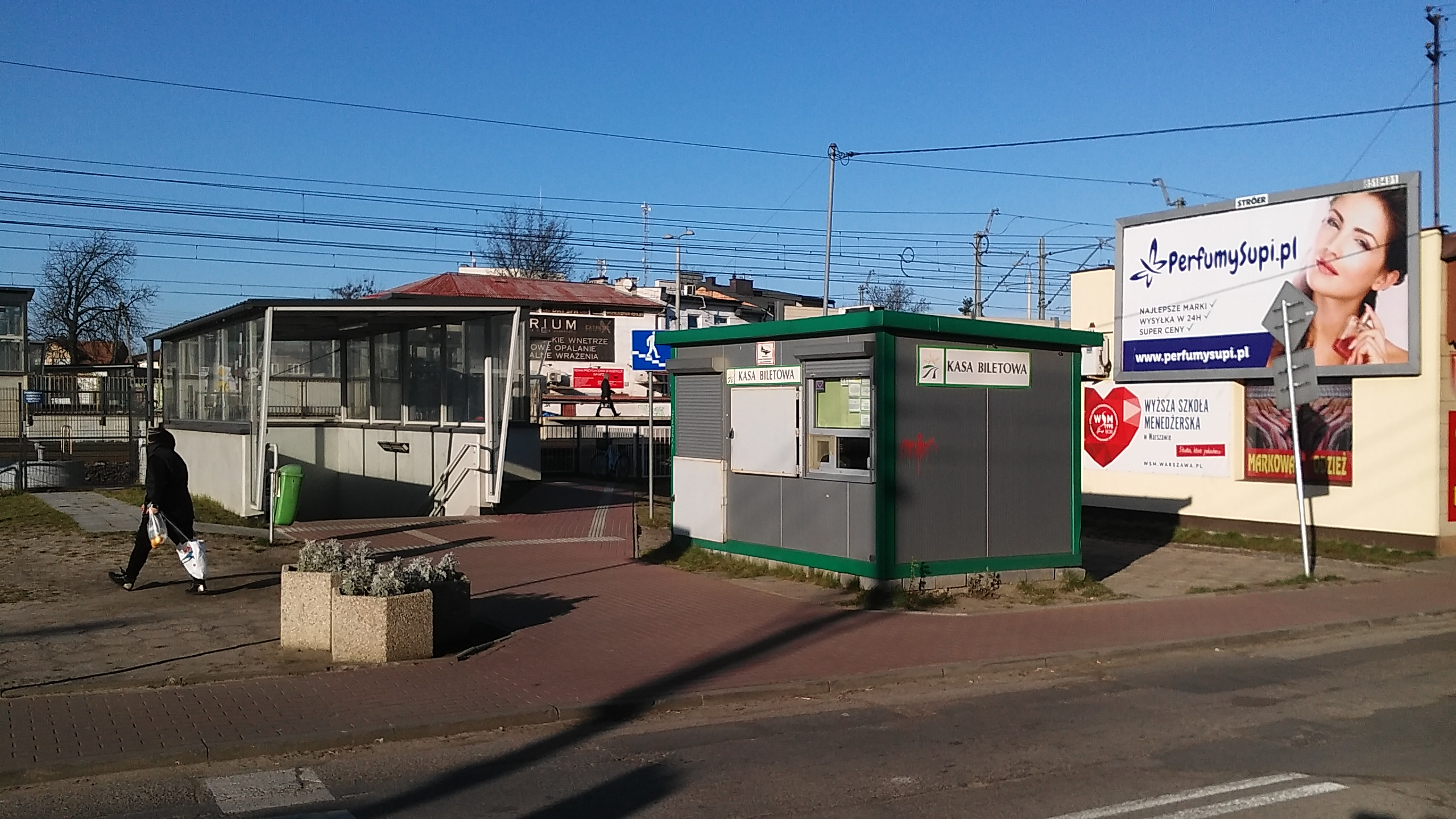
Kasa biletowa i wejście do przejścia podziemnego

### Przejazd kolejowo-drogowy

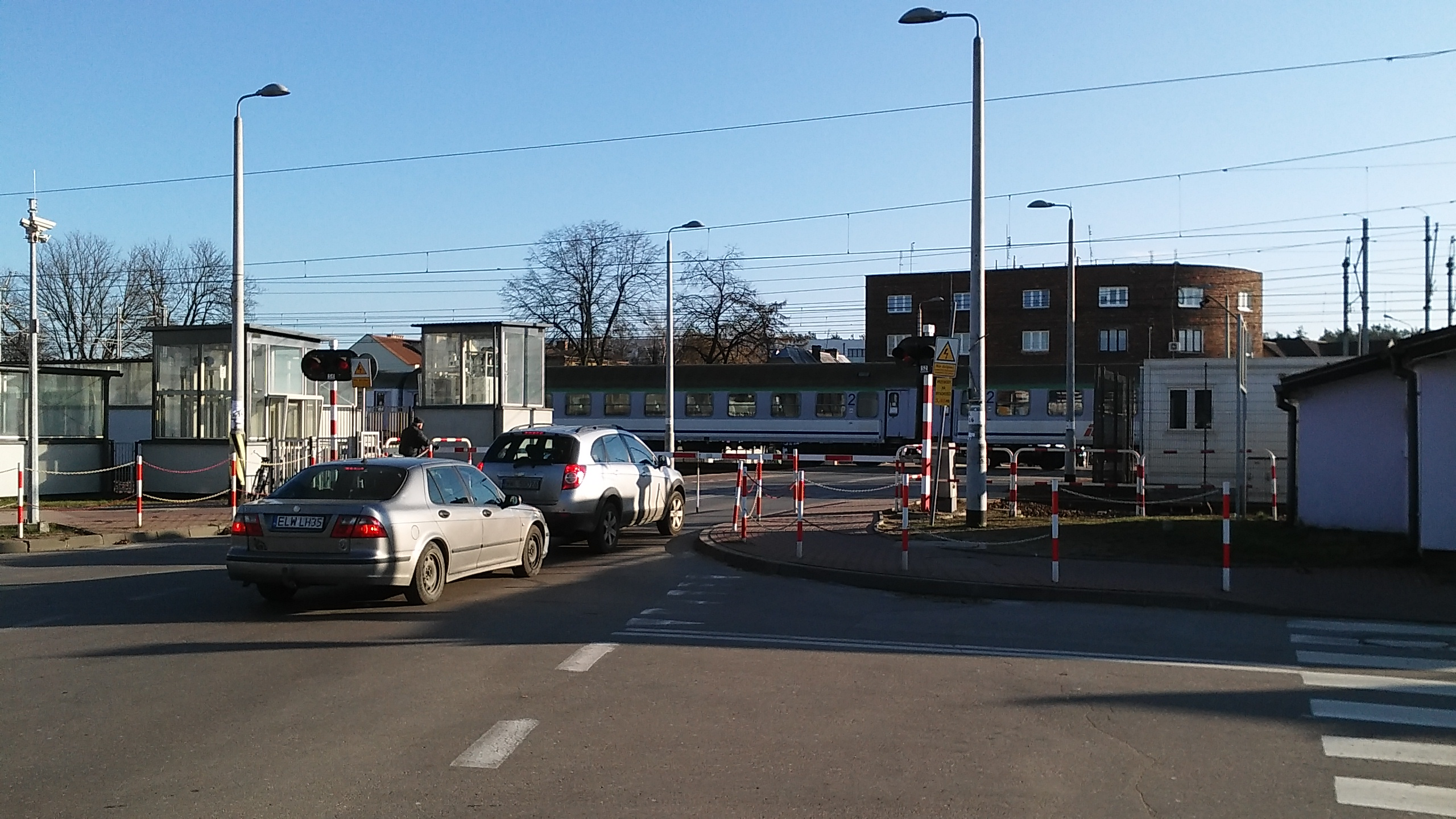
Przejazd kolejowo-drogowy w Kobyłce

24 listopada 2023r został udostępniony tunel drogowy w ciągu ulicy Orszhaga. Od tego dnia przejazd kolejowyw ciągu ulicy Ręczajskiej i al. Jana Pawła II został zlikwidowany.
Planowana jest budowa łącznika do ulicy Warszawskiej.
Tunel drogowy, który ma powstał ok. 300 metrów bliżej Warszawy, na przedłużeniu ul. A. Orszagha. Wyeliminowanie przejazdu w poziomie szyn ma umożliwić podniesienie prędkości na szlaku do 200 km/h.

### Schemat dawnego przystanku

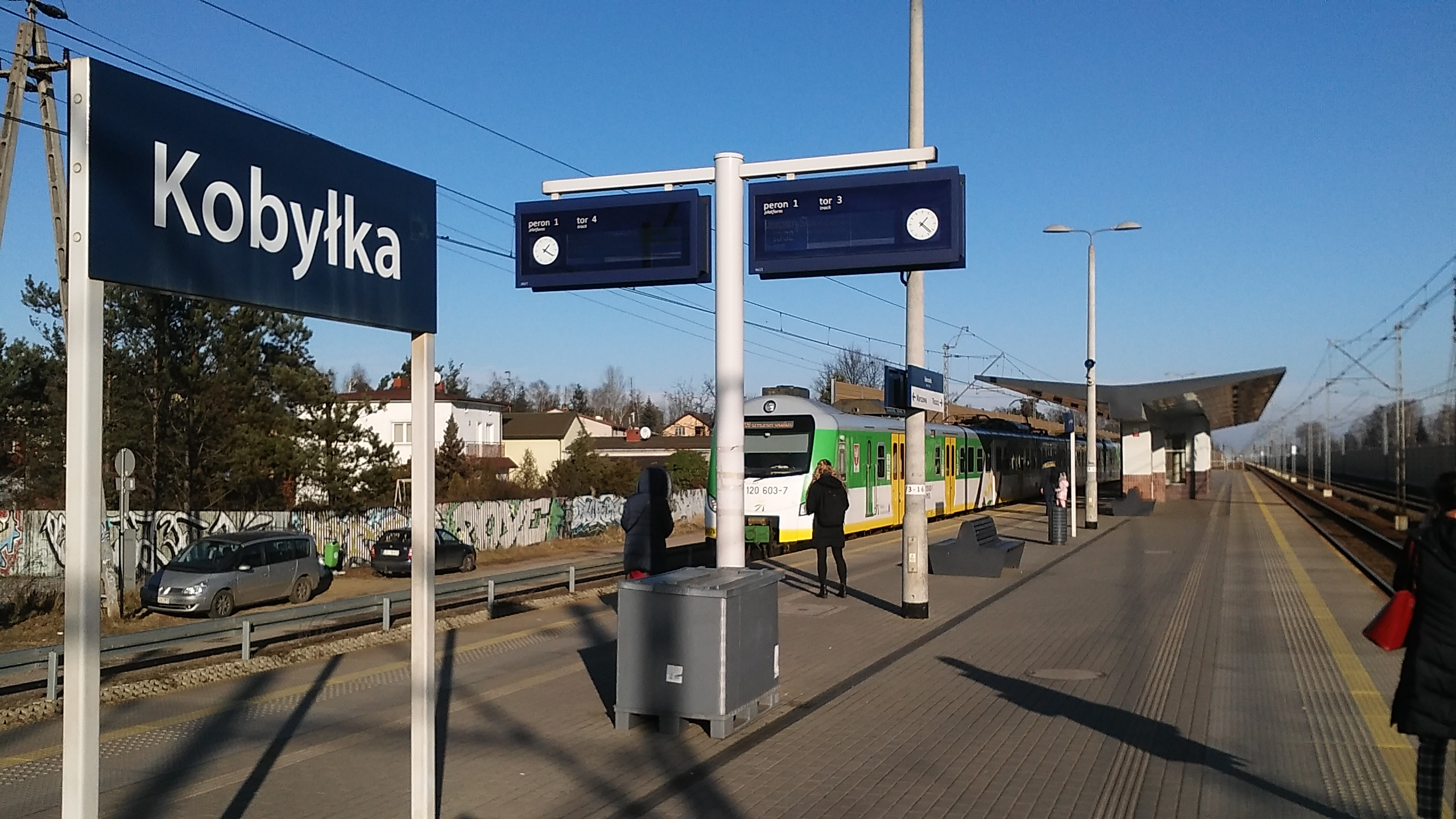
Zmodernizowany skład EN57AL relacji Wołomin Słoneczna – Warszawa Wileńska